# Issikiella pulchra
Issikiella pulchra är en näbbsländeart som beskrevs av George W. Byers 1972. Issikiella pulchra ingår i släktet Issikiella och familjen styltsländor. Inga underarter finns listade i Catalogue of Life.